# Adésio
Adésio, właśc. Adésio Alves Machado (ur. 12 stycznia 1933 w Recife, zm. 2 lipca 2009 w Cantagalo) – brazylijski piłkarz, występujący na pozycji pomocnika. Po zakończeniu kariery działacz Ruchu Spirytystycznego.

## Kariera klubowa
Karierę piłkarską Adésio rozpoczął w klubie Sport Recife. W 1951 przeszedł do CR Vasco da Gama, w którym grał w latach 1951–1956. Z Vasco da Gama dwukrotnie zdobył mistrzostwo stanu Rio de Janeiro – Campeonato Carioca w 1952 i 1956 roku. W latach 1957–1958 występował w Canto do Rio Niterói, z którego w 1959 wyjechał do Wenezueli do Deportivo Español, z którym zdobył mistrzostwo Wenezueli 1959. Karierę zakończył w Américe Belo Horizonte.

## Kariera reprezentacyjna
W 1952 roku Adésio uczestniczył w Igrzyskach Olimpijskich w Helsinkach. Na turnieju Mauro wystąpił we wszystkich trzech meczach reprezentacji Brazylii z Holandią i Luksemburgiem oraz RFN w ćwierćfinale.

## Działalność w Ruchu Spirytystycznym
Po zakończeniu kariery piłkarskiej Adésio został zwolennikiem i zaangażował się w działalność Ruchu Spirytystycznego. Był wykładowcą spirytualizmu i napisał wiele książek na ten temat. Zmarł 2 lipca 2009 w wyniku powikłań po operacji tarczycy.

## Książki Adésio Alvesa Machado
- Ser, crer e crescer: elucidações para uma vida melhor (2ª ed.). Rio de Janeiro: Editora Leymarie, 2001.
- Diálogo com Deus: preces de Meimei. Recife: Editora DOXA, 2003.
- Verdades que o tempo não apaga - O conhecimento da verdade nos libertará, 2004.
- O Espírito em O Livro dos Espíritos, 2005.